# Jamaikai szabalpálma
A jamaikai szabalpálma (Sabal maritima) a pálmafélék (Areacea) családjába tartozó faj.

## Elterjedése
Jamaicában és Kubában őshonos.

## Leírása
A jamaikai szabalpálma egy legyezőpálma. Vaskos, tömzsi szárat növeszt, amely később akár 15 méter magasra is megnőhet. Törzsének átmérője a 25–40 cm-t is elérheti. A növény mintegy 25 levelet hajt, egyenként 70-110 levélkével. Virágai virágzatba rendeződnek. Virágzatának tengelye elágazó és a levelek hosszának megfelelő hosszúságú. Körte, vagy gömb alakú, 0,8-1,4 cm átmérőjű, fekete gyümölcsöket terem.

## Taxonómia
A fajt először Carl Sigismund Kunth írta le a Corypha maritima néven 1816-ban. A leírás alapjául Alexander von Humboldt és Aimé Bonpland gyűjteménye szolgált. Az olasz természettudós Odoardo Beccari 1933-ban a fajt a Sabal nemzetségbe sorolta.
Andrew Henderson és munkatársai felhívták a figyelmet arra, hogy a jamaikai szabalpálma (Sabal maritima), a sombrero-szabalpálma (Sabal causiarum) és a dominikai szabalpálma (sabal domingensis) együttesen valószínűleg fajkomplexumot alkotnak, amely egyetlen fajból alakult ki.

## Fordítás
- Ez a szócikk részben vagy egészben a Sabal maritima című angol Wikipédia-szócikk fordításán alapul.  Az eredeti cikk szerkesztőit annak laptörténete sorolja fel. Ez a jelzés csupán a megfogalmazás eredetét és a szerzői jogokat jelzi, nem szolgál a cikkben szereplő információk forrásmegjelöléseként.